# WrestleMania 39
WrestleMania 39 (comercializado como WrestleMania Goes Hollywood) foi o 39º evento anual da WrestleMania em pay-per-view (PPV) e transmissão ao vivo de luta profissional produzido pela WWE. Foi realizado para lutadores das divisões de marca Raw e SmackDown da promoção. O evento foi realizado como um evento de duas noites, ocorrendo em 1º e 2 de abril de 2023, no SoFi Stadium em Inglewood, Califórnia - o local original da WrestleMania 37 antes que a pandemia do COVID-19 o obrigasse a ser realocado. O lutador da WWE, The Miz, foi o anfitrião oficial do evento.
A WrestleMania 39 foi a sexta a ser realizada na Grande Los Angeles (depois da 2, VII, XII, 2000 e 21), e a sétima geral realizada no estado da Califórnia (incluindo a 31, que foi realizada na área da baía de São Francisco). Esta também foi a primeira WrestleMania a acontecer sob o controle criativo de Paul "Triple H" Levesque, após a aposentadoria de Vince McMahon em julho de 2022; McMahon atuou como presidente e diretor executivo da empresa desde 1982 e criou a WrestleMania em 1985 e, embora tenha retornado à empresa em janeiro de 2023 como presidente executivo, isso não afetou a posição de Triple H. Também foi a primeira WrestleMania a ser transmitida ao vivo no Binge.
O card continha um total de 15 lutas, sendo oito na Noite 1 e sete na Noite 2. No evento principal da Noite 1, Kevin Owens e Sami Zayn derrotaram The Usos (Jey Uso e Jimmy Uso) para ganhar o Campeonato Indiscutível de Duplas da WWE, encerrando o reinado do título de tag team do último recorde em 622 dias. Esta também foi a primeira vez que uma luta pelo campeonato de duplas foi o evento principal de uma WrestleMania, e apenas a segunda vez uma luta de duplas em geral foi o evento principal, depois da WrestleMania I em março de 1985. Em outras lutas importantes, Seth "Freakin" Rollins derrotou Logan Paul, Rhea Ripley derrotou Charlotte Flair para ganhar o Campeonato Feminino do SmackDown, e na luta de abertura, Austin Theory derrotou John Cena para reter o Campeonato dos Estados Unidos do Raw. O evento foi notável pelo retorno ao ringue de Pat McAfee, que lutou sua primeira luta desde o 2022 SummerSlam, bem como a estreia no ringue de Snoop Dogg, que derrotaram The Miz em partidas improvisadas, com a última ocorrendo na Noite 2.
No evento principal da Noite 2, Roman Reigns derrotou Cody Rhodes para reter o Campeonato Indiscutível Universal da WWE. Isso subsequentemente fez de Reigns o segundo lutador depois de Hulk Hogan a entrar em três WrestleManias consecutivas como campeão mundial durante o mesmo reinado, mas fez dele o único lutador a defender um campeonato mundial em cada uma. Em outras lutas importantes, Edge derrotou "The Demon" Finn Bálor em uma luta Hell in a Cell, Gunther derrotou Sheamus e Drew McIntyre em uma Triple Threat Match para reter o Campeonato Intercontinental, e na luta de abertura, Brock Lesnar derrotou Omos. A noite 2 também foi notável pelo retorno de Shane McMahon, que apareceu pela última vez no Royal Rumble de 2022.

## Produção

### Introdução

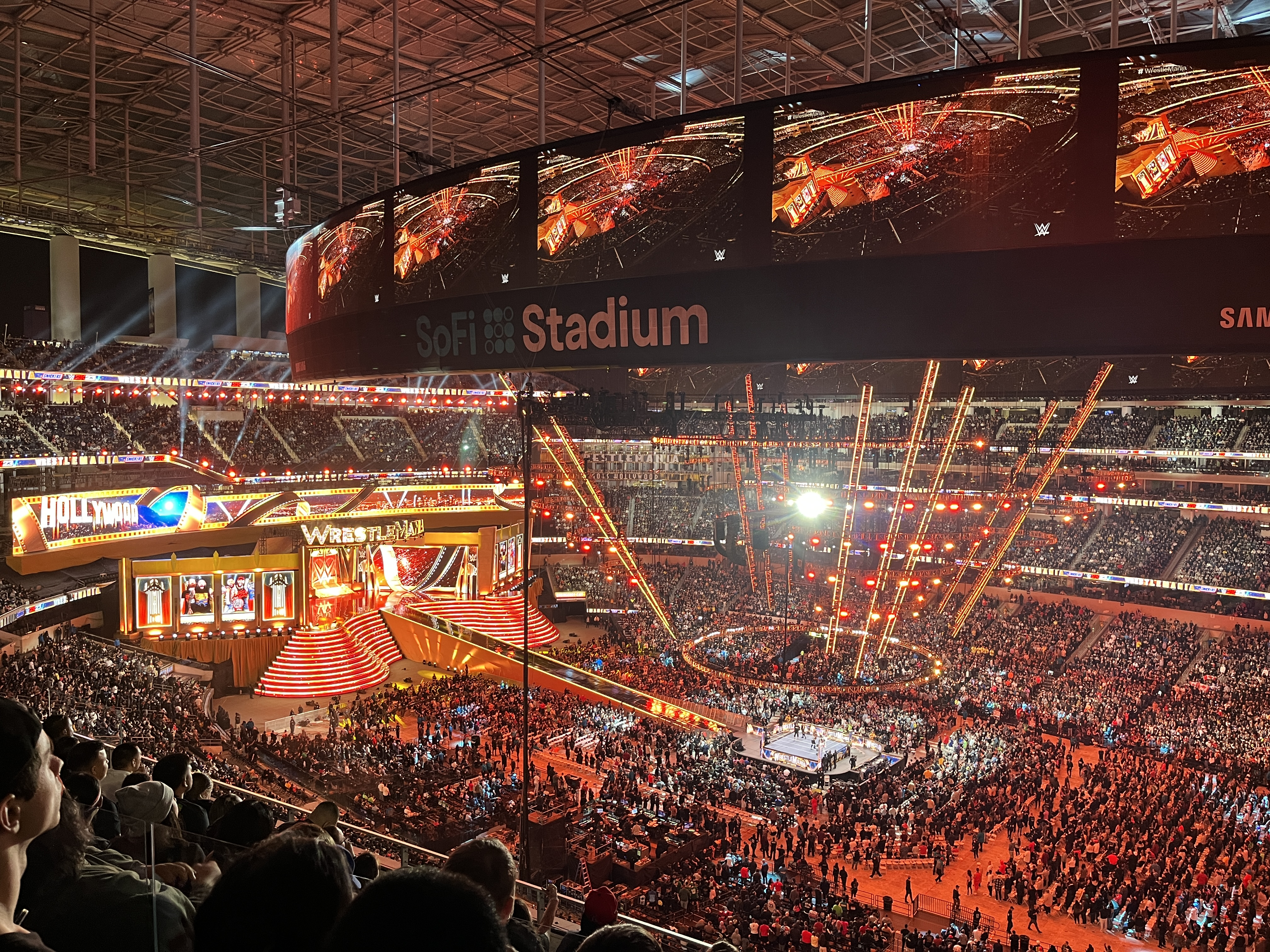
O SoFi Stadium durante a 1ª noite da WrestleMania 39

WrestleMania é o principal evento em pay-per-view (PPV) e transmissão ao vivo da WWE, tendo sido realizado pela primeira vez em 1985. Foi o primeiro PPV da empresa produzido e também foi o primeiro grande evento da empresa disponível via transmissão ao vivo quando a WWE começou a usar esse meio de transmissão em 2014. É o evento de luta profissional mais antigo da história e é realizado anualmente entre meados de março e meados de abril. Junto com Royal Rumble, SummerSlam, Survivor Series e Money in the Bank, é um dos cinco maiores eventos da empresa do ano, conhecido como "Grandes Cinco". A WrestleMania é classificada como a sexta marca esportiva mais valiosa do mundo pela Forbes, e tem sido descrita como o Super Bowl do entretenimento esportivo. Muito parecido com o Super Bowl, as cidades disputam o direito de sediar a edição do ano da WrestleMania. WrestleMania 39 contará com lutadores das divisões de marca Raw e SmackDown. Em 27 de fevereiro de 2023, foi revelado que o atual lutador da WWE, The Miz, seria o anfitrião do evento.
Em 10 de fevereiro de 2020, a WWE anunciou que o SoFi Stadium em Inglewood, Califórnia, sediaria a WrestleMania 37 em 28 de março de 2021, com o evento sendo promovido como "WrestleMania Goes Hollywood" (o mesmo slogan usado para a WrestleMania 21 em 2005). O jornalista de luta livre Dave Meltzer relatou que a WWE originalmente pressionou para que o SoFi Stadium sediasse a WrestleMania em 2022, para que pudesse promover o evento como tendo um público geral maior do que o Super Bowl LVI (que foi realizado no mesmo local em fevereiro daquele ano). No entanto, as autoridades da cidade de Inglewood preferiram que a WrestleMania fosse realizada em 2021 para se preparar para o Super Bowl LVI.
No meio da pandemia de COVID-19 em outubro de 2020, no entanto, o Wrestling Observer Newsletter relatou que a WWE estava considerando realocar a WrestleMania 37, já que o estado da pandemia de COVID-19 na Califórnia tornava cada vez mais improvável que o evento pudesse ser realizado com espectadores presenciais na data agendada. A WWE havia planejado mudar o evento para o Raymond James Stadium em Tampa, Flórida, que estava originalmente programado para sediar a WrestleMania 36 antes que o início da pandemia o obrigasse a ser reduzido e realizado no centro de treinamento da WWE em Orlando. No final de setembro de 2020, o governador da Flórida, Ron DeSantis, suspendeu todas as restrições de capacidade obrigatórias no estado, embora as equipes esportivas continuassem a impor voluntariamente restrições de capacidade com base em orientações federais. A Califórnia permitiu que estádios ao ar livre fossem reabertos para visitantes do estado apenas a partir de 1º de abril de 2021, com capacidade restrita com base na positividade de casos em regiões individuais.
Em 16 de janeiro de 2021, a WWE anunciou que a WrestleMania 37 seria de fato transferida para Tampa. Junto com este anúncio, a WWE revelou que o SoFi Stadium ainda hospedaria uma WrestleMania, mas seria a WrestleMania 39 em abril de 2023 - a WrestleMania 38 foi anunciada para o AT&T Stadium em Arlington, Texas em 2022. A WrestleMania 39 será a primeira desde a WrestleMania 21 a ser realizada na Grande Los Angeles, e a sétima realizada no estado da Califórnia (depois da 2, VII, XII, 2000, 21 e 31). A WrestleMania 39, por sua vez, também adotou o marketing "Hollywood" originalmente planejado para a WrestleMania 37. O evento foi originalmente anunciado para ser realizado apenas no domingo, 2 de abril de 2023, mas durante a WrestleMania 38, foi revelado que, como os três eventos anteriores da WrestleMania, a WrestleMania 39 foi expandida para um evento de duas noites, agendado para sábado, 1º de abril e domingo, 2 de abril. Em 27 de fevereiro de 2023, foi revelado que o atual lutador da WWE, The Miz, seria o anfitrião da WrestleMania 39.
Os ingressos para o evento foram colocados à venda em 12 de agosto de 2022. A WWE também anunciou que os passes prioritários da WrestleMania estariam disponíveis a partir de 22 de julho. Esses passes incluem assentos premium, uma entrada dedicada ao estádio, ofertas de hospitalidade premium e encontros com lutadores e lendas atuais da WWE. A venda de ingressos para a WrestleMania 39 estabeleceu um recorde para a empresa, com mais de 90.000 ingressos vendidos nas primeiras 24 horas, mais do que qualquer outro evento da WWE na história.
A WrestleMania foi criada pelo proprietário da WWE, Vince McMahon. Em julho de 2022, McMahon anunciou sua aposentadoria, após ter atuado como presidente e diretor executivo (CEO) da empresa desde 1982. Sua filha, Stephanie McMahon, junto com o presidente da WWE, Nick Khan, assumiu como co-CEOs, e o ex-presidente também assumiu como presidente da WWE. O genro de Vince, marido de Stephanie, Paul "Triple H" Levesque assumiu o controle criativo. Stephanie renunciaria ao cargo de co-CEO e presidente em janeiro de 2023, e Vince retornaria como presidente executivo, enquanto Khan se tornaria o único CEO. Embora Vince tenha retornado em um papel executivo, Triple H manteve o controle criativo completo das histórias da WWE.

### Pontos de transmissão
Além de ir ao ar no tradicional pay-per-view, a WrestleMania 39 estará disponível para transmissão ao vivo no Peacock nos Estados Unidos e na WWE Network na maioria dos mercados internacionais. Também será a primeira WrestleMania a transmitir ao vivo no Binge na Austrália depois que a versão australiana da WWE Network se fundiu com o canal Binge da Foxtel em janeiro.WWE Hall of Fame (2023)

### Outros eventos da Semana WrestleMania
Como parte das festividades da WrestleMania, a WWE realizará uma série de eventos ao longo da semana. Na noite anterior à WrestleMania 39 em 31 de março, a WWE dará início ao WrestleMania Weekend com uma "Edição WrestleMania" especial do SmackDown. Imediatamente após o SmackDown, a cerimônia de indução do Hall da Fama de 2023 começará. No dia do sábado da WrestleMania, a marca de desenvolvimento da WWE, NXT, realizará seu evento anual na Semana WrestleMania, Stand & Deliver. A Semana WrestleMania Week terminará com o Raw após a WrestleMania em 3 de abril. Todos esses eventos serão realizados ao vivo na Crypto.com Arena no centro de Los Angeles.
Em 1º de fevereiro, 12 lutadores da WWE participaram da filmagem de um episódio de Wheel of Fortune para uma semana temática da WWE que vai ao ar durante a semana da WrestleMania. O membro do Hall da Fama The Undertaker também trará seu 1 deadMAN Show para Los Angeles durante a semana da WrestleMania, que será realizada no The Novo at L.A. Live em 31 de março. O show one-man tem Undertaker contando histórias de seus 30 anos de carreira.

### Envolvimento de celebridades
Como é tradição na WrestleMania, as celebridades estarão envolvidas em vários papéis. A cantora Pop/reggaeton Becky G apresentará "America the Beautiful" para a Noite 1, enquanto o cantor country Jimmie Allen fará o mesmo para a Noite 2.

### Rivalidades
O evento incluirá lutas que resultam de histórias roteirizadas, onde lutadores retratam heróis, vilões ou personagens menos distinguíveis em eventos roteirizados que criam tensão e culminam em uma luta livre ou uma série de lutas. Os resultados são predeterminados pelos escritores da WWE nas marcas Raw e SmackDown, enquanto as histórias são produzidas nos programas de televisão semanais da WWE, Monday Night Raw e Friday Night SmackDown.

#### Lutas do evento principal
Na WrestleMania 38, Cody Rhodes fez um retorno surpresa à WWE depois de estar afastado da empresa por seis anos - durante seu tempo fora, ele se estabeleceu no circuito independente e ajudou a fundar a promoção rival da WWE, All Elite Wrestling, em janeiro de 2019. No mesmo evento, Roman Reigns se tornou o Campeão Indiscutível Universal e da WWE ao manter seu Campeonato Universal e vencer o Campeonato da WWE. No Raw após a WrestleMania, Rhodes afirmou que voltou a ganhar o Campeonato da WWE, não apenas para si mesmo, mas também para seu falecido pai, Dusty, que nunca ganhou o título. Em junho, Rhodes sofreu uma lesão no peitoral, que o afastou dos gramados por vários meses. No Royal Rumble de 2023, Rhodes voltou e venceu a luta Royal Rumble masculina para ganhar uma luta contra Reigns pelo Campeonato Indiscutível Universal e da WWE na WrestleMania 39. Enquanto Rhodes simplesmente queria ganhar o campeonato para honrar sua família, Reigns, por meio de seu conselheiro especial Paul Heyman, tornou isso pessoal, com Heyman afirmando que as últimas palavras de Dusty para ele foram que, embora Cody fosse seu filho favorito, Reigns, que Dusty treinou, era o filho que ele sempre quis.

#### Lutas preliminares
No Royal Rumble, Rhea Ripley do Raw venceu a luta Royal Rumble feminina para ganhar uma luta pelo campeonato feminino de sua escolha na WrestleMania 39. No episódio seguinte do Raw, ela escolheu desafiar Charlotte Flair pelo Campeonato Feminino do SmackDown, estabelecendo uma revanche da WrestleMania entre as duas da WrestleMania 36 em 2020, onde Flair venceu o Royal Rumble daquele ano e escolheu e derrotou Ripley. pelo Campeonato do NXT. Isso posteriormente marca a primeira revanche feminina da WrestleMania a acontecer em uma WrestleMania, que esta marcada para a Noite 1 do evento.
Devido ao fato de a vencedora da partida Royal Rumble feminina ter escolhido o Campeonato Feminino do SmackDown, uma luta Elimination Chamber foi agendada para o evento homônimo para determinar a desafiante de Bianca Belair para o Campeonato Feminino do Raw na WrestleMania 39. A partida foi vencida por Asuka, com a luta pelo título agendada para a Noite 2.
No episódio do Raw de 20 de fevereiro, Omos e seu empresário MVP abordaram a luta entre Brock Lesnar e Bobby Lashley do Elimination Chamber dois dias antes. MVP chamou Lesnar de covarde e afirmou que Lesnar foi desqualificado intencionalmente porque Lesnar sabia que não poderia quebrar a finalização Hurt Lock de Lashley. MVP então convidou Lesnar para o Raw na semana seguinte para aceitar o desafio de Omos para uma luta na WrestleMania 39. Nesse episódio, depois que MVP o vendeu na partida, Lesnar aceitou torná-la oficial, e a luta foi marcada para a Noite 2.
No episódio de 10 de março do SmackDown, uma luta fatal five-way entre Drew McIntyre, LA Knight, Sheamus, Kofi Kingston e Karrion Kross foi anunciada para a semana seguinte, onde o vencedor enfrentaria Gunther pelo Campeonato Intercontinental na WrestleMania 39. A luta terminou em double pinfall, com Drew McIntyre e Sheamus nomeados co-vencedores. Foi então anunciado que os dois se enfrentariam na semana seguinte para determinar o candidato número um definitivo, no entanto, a luta terminou em no-contest depois que Imperium (Gunther, Ludwig Kaiser e Giovanni Vinci) atacaram os dois participantes. O oficial da WWE Adam Pearce então decidiu que Gunther defenderia o campeonato contra McIntyre e Sheamus em uma luta de ameaça tripla na WrestleMania 39 na Noite 2.
Desde abril de 2022, Austin Theory e John Cena vinham provocando uma luta um contra o outro nas redes sociais. Os dois ficaram brevemente cara a cara durante a celebração do aniversário de 20 anos de Cena em 27 de junho de 2022, episódio do Raw, onde Theory zombou de Cena e o chamou de fora de contato. Em fevereiro de 2023, durante a coletiva de imprensa pós-evento da Elimination Chamber após Theory ter retido o Campeonato dos Estados Unidos no evento, Theory ficou irritado porque todos estavam perguntando sobre Cena em vez de suas próprias realizações. Depois que foi anunciado que Cena faria seu retorno no episódio de 6 de março do Raw, Theory afirmou que o receberia calorosamente de volta. Lá, Theory confrontou Cena e afirmou que Cena foi uma inspiração para ele e então desafiou Cena para enfrentá-lo na WrestleMania 39 pelo Campeonato dos Estados Unidos, no entanto, Cena recusou porque sentiu que Theory não estava pronto. Depois de ser persuadido por Theory, Cena permitiu que sua cidade natal, Boston, Massachusetts, decidisse, e eles torceram para ver a partida, o que levou Cena a aceitar o desafio. Em 24 de março, foi confirmado que a luta abriria a Noite 1.
No Royal Rumble, Logan Paul, que estava lesionado desde o Crown Jewel em novembro de 2022, fez um retorno surpresa como participante da luta Royal Rumble masculina e eliminou Seth "Freakin" Rollins. Depois disso, Rollins começou a falar mal de Paul em entrevistas, afirmando que não queria que Paul estivesse na WWE. No Elimination Chamber durante a partida titular, Paul entrou sorrateiramente no Chamber e atacou Rollins, custando-lhe o Campeonato dos Estados Unidos. Paul aceitou o convite de Rollins para aparecer no episódio de 6 de março do Raw, onde Rollins queria lutar, mas Paul recusou e afirmou que não lutaria de graça e deu a entender que eles poderiam lutar na WrestleMania 39. O apresentador da WrestleMania, The Miz, afirmou que ele poderia oficializar a partida, o que foi confirmado posteriormente. Em seu podcast Impaulsive, Paul afirmou que a partida aconteceria na Noite 1.
No SummerSlam em julho de 2022, Bayley fez seu retorno ao lado de Dakota Kai e Iyo Sky após a luta de Becky Lynch. Lynch tiraria uma folga devido a um ataque de Bayley, Kai e Sky e os três se autodenominaram Damage CTRL. Lynch voltou em novembro e liderou sua equipe na derrota da equipe do Damage CTRL em uma partida WarGames no Survivor Series WarGames. Nas semanas seguintes, Damage CTRL continuou mirando em Lynch e em 6 de fevereiro de 2023, episódio do Raw, durante uma luta Steel Cage entre Lynch e Bayley, a Hall da Fama da WWE Lita voltou e impediu Sky e Kai de interferir na luta, permitindo que Lynch derrotasse Bayley. Lynch e Lita então derrotaram Sky e Kai no episódio de 27 de fevereiro para ganhar o Campeonato de Duplas Femininas da WWE, graças ao retorno do membro do Hall da Fama, Trish Stratus, que impediu Bayley de interferir. Na semana seguinte, Stratus, que havia se aposentado no SummerSlam em 2019, afirmou que estava saindo da aposentadoria para que ela, Lynch e Lita pudessem desafiar Damage CTRL para uma luta de duplas de seis mulheres na WrestleMania 39 e Damage CTRL aceitou. No The Tommy Tiernan Show, Lynch confirmou que a luta seria na Noite 1.
Na WrestleMania 38, Edge venceu sua luta graças a uma distração de Damian Priest. Os dois então formaram uma facção chamada The Judgment Day. Nos próximos meses, Rhea Ripley e Finn Bálor também seriam adicionados ao grupo. Em junho, no entanto, Bálor, Priest e Ripley atacaram Edge, expulsando-o do grupo. Em setembro, The Judgment Day recrutou Dominik Mysterio. Edge continuou sua rivalidade com The Judgment Day nos meses seguintes, e ele e sua esposa Beth Phoenix se uniram para derrotar Bálor e Ripley no Elimination Chamber. No episódio seguinte do Raw, Edge, que sentiu que sua rivalidade com The Judgment Day havia acabado, perdeu sua luta pelo Campeonato dos Estados Unidos após a interferência de Bálor. Na semana seguinte, Bálor disse que sua rivalidade não havia terminado e desafiou Edge para uma luta na WrestleMania 39. No episódio da semana seguinte, Edge interferiu na luta de Bálor, fazendo-o perder, e Edge desafiou Bálor a enfrentá-lo sozinho no episódio seguinte. Lá, os dois concordaram em uma luta Hell in a Cell na WrestleMania 39, com Edge querendo enfrentar a persona "Demon" de Bálor e Balor concordou. A luta foi marcada para a Noite 2.
No episódio de 17 de março do SmackDown, foi anunciado que na WrestleMania 39, haveria duas lutas WrestleMania Showcase, que seriam lutas fatais de quatro duplas, com uma para homens e mulheres. As partidas de qualificação para o Showcase feminino começaram naquela noite. Liv Morgan e Raquel Rodriguez se classificaram primeiro ao derrotar Tegan Nox e Emma. Nenhuma partida de qualificação foi realizada para o Showcase masculino, pois todas as quatro equipes foram anunciadas em 20 de março: Braun Strowman e Ricochet, The Viking Raiders (Erik e Ivar), The Street Profits (Angelo Dawkins e Montez Ford) e Alpha Academy (Chad Gable e Otis). O Showcase masculino foi agendado para a Noite 1 com o das mulheres na Noite 2.
Desde o final de 2020, Kevin Owens teve uma rivalidade intermitente com The Bloodline. No Survivor Series WarGames em novembro de 2022, Owens estava no time adversário em uma partida WarGames contra The Bloodline, que incluía o melhor amigo de Owens, Sami Zayn, que se juntou ao The Bloodline como membro honorário em meados de 2022. The Bloodline foi vitorioso no Survivor Series graças a Zayn traindo Owens. Depois que o líder da linhagem Roman Reigns derrotou Owens no Royal Rumble de 2023, os membros do Bloodline The Usos (Jey Uso e Jimmy Uso) e Solo Sikoa atacaram Owens, enquanto Zayn assistia com incerteza. Reigns ordenou que Zayn atacasse Owens com uma cadeira de aço, mas Zayn se voltou contra Reigns e o atacou. Zayn se desculpou com Jey, de quem ele se tornou próximo, apenas para Jimmy, Sikoa e Reigns atacarem Zayn quando Jey, emocionalmente perturbado, deixou o ringue enquanto o resto do The Bloodline continuava o ataque. Isso levou a uma luta entre Reigns e Zayn no Elimination Chamber, onde Reigns venceu, mas após a partida, Owens impediu The Bloodline (exceto Jey) de atacar Zayn. No Raw seguinte, Zayn disse que, apesar de sua história difícil, ele e Owens deveriam trabalhar juntos para derrubar o Bloodline. Owens disse que só ajudou Zayn para que a família de Zayn não tivesse que vê-lo ser destruído como Owens fez na frente de sua própria família no Royal Rumble e disse a Zayn que continuaria lutando sozinho. Nas semanas seguintes, Zayn tentou convencer os Usos de que Reigns os estava manipulando. Jimmy manteve sua lealdade à família, enquanto a incerteza de Jey continuou até o episódio de 6 de março do Raw, onde ele aparentemente ficou do lado de Zayn, mas depois se voltou contra ele, porque Zayn não era da família. Na semana seguinte, o oponente de Reigns na WrestleMania, Cody Rhodes, tentou ajudar a resolver os problemas entre Owens e Zayn, mas Owens recusou; no entanto, mais tarde naquela noite, Owens veio em auxílio de Zayn, que foi emboscado pelos Usos, e Owens e Zayn se abraçaram. No episódio do Raw de 20 de março, os Usos aceitaram o desafio de Owens e Zayn para uma luta na WrestleMania 39 pelo Campeonato Indiscutível de Duplas da WWE, que esta marcada para a noite 1.
Rey Mysterio também teria seus próprios problemas com o Judgment Day, que só aumentou quando seu próprio filho Dominik se voltou contra ele para se juntar ao Judgment Day no Clash at the Castle em setembro de 2022. Rey se recusou a lutar contra seu próprio filho e estava prestes a deixar a WWE, mas foi convencido a ficar e foi negociado com a marca SmackDown para evitar o Judgment Day no Raw. No entanto, seus caminhos se cruzariam novamente no Royal Rumble. Rey deveria competir na luta masculina Royal Rumble, mas ele nunca saiu quando sua música de entrada tocou. Dominik então entrou, carregando a máscara de Rey, dando a entender que ele atacou seu pai para impedi-lo de entrar. Com Rhea Ripley do Judgment Day vencendo o Royal Rumble feminino e escolhendo disputar o SmackDown Women's Championship, o grupo começou a aparecer no SmackDown, assim Dominik começou a atormentar seu pai novamente. No episódio de 10 de março, após ser anunciado que Rey seria o primeiro a entrar na Classe do Hall da Fama da WWE de 2023, o Dia do Julgamento interrompeu e Dominik disse que seu pai não merecia o reconhecimento. Na semana seguinte, um emocionado Rey disse que queria Dominik ao seu lado para sua indução ao Hall of Fame, mas Dominik tentou incitar Rey a uma luta na WrestleMania 39. Rey, no entanto, afirmou sua posição de que não lutaria contra seu filho. No episódio do dia 24 de março, a família Mysterio compareceu à luta de Rey, que perdeu por interferência de Dominik. Depois, Dominik desrespeitou sua mãe e irmã, forçando Rey a intervir e bater em Dominik. Rey então afirmou que Dominik o forçou a fazê-lo e aceitou seu desafio para uma luta na WrestleMania 39, que esta marcada para a noite 1. Durante esse tempo, Legado Del Fantasma (Santos Escobar, Joaquin Wilde, Cruz Del Toro e Zelina Vega) ajudaram Rey contra o Juízo Final. No episódio de 31 de março do SmackDown, eles disseram que protegeriam Rey se o Dia do Julgamento tentasse interferir na WrestleMania e Rey revivesse a Latino World Order (LWO), uma facção que Rey estava anteriormente em Campeonato Mundial de Wrestling.

## Evento
| Role                    | Name                                       |
| ----------------------- | ------------------------------------------ |
| Comentaristas           | Michael Cole                               |
| Comentaristas           | Corey Graves                               |
| Comentaristas           | Titus O'Neil (Men's WrestleMania Showcase) |
| Comentaristas espanhóis | Marcelo Rodriguez                          |
| Comentaristas espanhóis | Jerry Soto                                 |
| Comentaristas espanhóis | Bad Bunny (Rey vs. Dominik)                |
| Anunciadores de ringue  | Mike Rome (Raw)                            |
| Anunciadores de ringue  | Samantha Irvin (SmackDown)                 |
| Árbitros                | Danilo Anfibio                             |
| Árbitros                | Shawn Bennett                              |
| Árbitros                | Jessika Carr                               |
| Árbitros                | Daphne Lashaunn                            |
| Árbitros                | Eddie Orengo                               |
| Árbitros                | Chad Patton                                |
| Árbitros                | Ryan Tran                                  |
| Árbitros                | Rod Zapata                                 |
| Entrevistadores         | Byron Saxton                               |
| Entrevistadores         | Cathy Kelley                               |
| Painel pré-show         | Kayla Braxton                              |
| Painel pré-show         | Booker T                                   |
| Painel pré-show         | Wade Barrett                               |
| Painel pré-show         | Peter Rosenberg                            |

### Noite 1

#### Lutas preliminares
A primeira luta da Noite 1 viu Austin Theory defender o Campeonato dos Estados Unidos do Raw contra John Cena. No final, enquanto Cena tentava acertar o Ajuste de Atitude na Teoria, a Teoria inadvertidamente incapacitou o árbitro antes de escapar. Cena aplicou a finalização do STF em Theory, que finalizou, mas o árbitro ainda estava fora. Cena tentou acordar o árbitro, mas quando isso ocorreu, Theory deu um golpe baixo e então executou o A-Town Down em Cena e o imobilizou para manter o campeonato.
Em seguida, Braun Strowman e Ricochet; The Street Profits (Angelo Dawkins e Montez Ford), Alpha Academy (Chad Gable e Otis) e The Viking Raiders (Erik e Ivar) (com Valhalla) se enfrentaram na luta Men's WrestleMania Showcase. No final, enquanto Ricochet procurava um Shooting Star Press, ele pousou no joelho de Dawkins, permitindo que Ford acertasse o  From the Heavens  e Dawkins o enrolou em um pequeno pacote para obter a vitória.
Em seguida, Logan Paul enfrentou Seth "Freakin" Rollins. No final, enquanto Paul procurava um Curb Stomp, Rollins rebateu com uma Liger Bomb. Enquanto Rollins procurava o Stomp, KSI (em uma fantasia de Logan Paul Prime Bottle) saiu e puxou Paul para um lugar seguro. Paul então colocou Rollins na mesa dos anunciantes. Enquanto procurava um splash de sapo para Rollins na mesa, Rollins puxou KSI para a mesa e Paul inadvertidamente acertou o splash de sapo para KSI. Enquanto Paul procurava um Coast-To-Coast, Rollins rebateu com um superkick e acertou o Stomp para obter a vitória.
Em seguida, Damage CTRL enfrentou Lita, Trish Stratus e Becky Lynch. Nos estágios finais, Stratus deu um Chick Kick para Iyo Sky, Lita acertou o LitaSault para Dakota Kai e Lynch deu um Manhandle Slam top-rope para a vitória.
Em seguida, Rey Mysterio enfrentou seu filho Dominik Mysterio apenas na segunda luta entre pai e filho na WrestleMania. No final do clímax, Rey entregou o 619 para Dominik, e estava procurando pelo respingo do sapo, mas Damian Priest empurrou Rey. Legado del Fantasma então desceu e derrotou Finn Balor e Priest. Sem o conhecimento do árbitro, Dominik então puxou uma corrente, com o objetivo de acertar Rey com ela, até que Bad Bunny o parou. Rey então entregou o 619 e acertou o Frog splash para a contagem de três. Após a partida, Rey comemorou com Legado e abraçou a família.
Na penúltima luta, Charlotte Flair defendeu o SmackDown Women's Championship contra Rhea Ripley. Enquanto Rhea procurava Contracorrente, Charlotte o transformou em um DDT. Charlotte estava então procurando o leglock Figura Oito, mas Rhea escapou dele. Ripley então entregou um suplex alemão top-rope para uma contagem de dois. Flair então tentou uma lança, mas Rhea saiu do caminho e deu uma cabeçada e acertou Contracorrente para uma contagem de dois. Charlotte então subiu na corda superior, procurando por um fallway slam, mas Rhea bateu a cabeça de Charlotte no topo do poste do ringue, permitindo que ela atingisse uma avalanche Riptide para se tornar a nova campeã, tornando Rhea a primeira mulher a imobilizar Charlotte em WrestleMania.

#### Evento principal
No evento principal da Noite 1, The Usos (Jey Uso e Jimmy Uso) defenderam o Undisputed WWE Tag Team Championship contra Kevin Owens e Sami Zayn, marcando a primeira luta do campeonato de tag team para o evento principal em uma WrestleMania, e apenas a segunda tag team. partida em geral para o evento principal, após a WrestleMania I em março de 1985. Jimmy entregou um Uso Splash para Owens para uma contagem de dois. Zayn entregou um brainbuster para Jey do lado de fora, permitindo que Owens entregasse uma Swanton Bomb para uma contagem de dois. Ambos os Usos então entregaram vários superkicks para Zayn para uma contagem de dois. Enquanto Owens procurava uma powerbomb para Jimmy, Jey se separou e os dois Usos entregaram chokeslams duplos para Owens através da mesa de anunciantes. Enquanto isso, de volta ao ringue, The Usos continuou entregando superkicks para Zayn e acertou o 1-D para uma contagem de dois. Jey então acertou Zayn com o próprio finalizador de Zayn, o Helluva Kick. Zayn então entregou um suplex explosivo para Jey no canto. Owens então marcou e entregou powerbombs pop-up para ambos os Usos, permitindo que Zayn acertasse o Helluva Kick para Jimmy e Owens acertasse o Stunner para Jey para uma contagem de dois. Enquanto Owens tentava uma powerbomb pop-up, Jey escapou e, junto com seu irmão, acertou superkicks duplos em Owens. Enquanto os Usos procuravam um Super 1-D na corda superior, Zayn puxou Jimmy para o chão, permitindo que Owens acertasse uma avalanche fisherman buster em Jey. Owens então acertou o Stunner em Jimmy, e Zayn acertou três Helluva Kicks em Jey para vencer a luta. Como resultado desta vitória, Owens tornou-se um Grand Slam Champion.

### Noite 2
| Função                  | Nome                                               |
| ----------------------- | -------------------------------------------------- |
| Comentaristas ingleses  | Michael Cole                                       |
| Comentaristas ingleses  | Corey Graves                                       |
| Comentaristas ingleses  | Titus O'Neil (Luta do Campeonato Intercontinental) |
| Comentaristas espanhóis | Marcelo Rodrigues                                  |
| Comentaristas espanhóis | Jerry Soto                                         |
| Anunciadores de ringue  | Mike Rome (Raw)                                    |
| Anunciadores de ringue  | Samantha Irvin (SmackDown)                         |
| Árbitros                | Danilo Anfíbio                                     |
| Árbitros                | Jason Ayers                                        |
| Árbitros                | Shawn Bennett                                      |
| Árbitros                | Jessika Carr                                       |
| Árbitros                | Dan Engler                                         |
| Árbitros                | Daphne Lashaunn                                    |
| Árbitros                | Eddie Orengo                                       |
| Árbitros                | Chad Patton                                        |
| Entrevistadora          | Cathy Kelley                                       |
| Painel pré-show         | Kayla Braxton                                      |
| Painel pré-show         | Kevin Patrick                                      |
| Painel pré-show         | Peter Rosenberg                                    |
| Painel pré-show         | Booker T                                           |
| Painel pré-show         | Wade Barrett                                       |

#### Lutas preliminares
A disputa de abertura da Noite 2 foi entre Brock Lesnar e Omos (acompanhado por MVP). No final, Lesnar tentou um F-5, mas Omos escapou. Lesnar então entregou três suplexes alemães e, em seguida, conectou com o F-5 para obter a vitória.
Em seguida foi a luta Women's WrestleMania Showcase disputada entre Ronda Rousey e Shayna Baszler, Natalya e Shotzi, Chelsea Green e Sonya Deville e Liv Morgan e Raquel Rodriguez. Rousey e Baszler venceram após Rousey finalizar Shotzi com o armlock.
Na próxima luta, Gunther defendeu o Campeonato Intercontinental do SmackDown contra Drew McIntyre e Sheamus. Nos estágios finais, Sheamus entregou o Brogue Kick para Gunther, mas McIntyre puxou Sheamus para fora do ringue. Drew então entregou o Claymore para uma contagem de dois. Sheamus então acertou novamente com o Brogue Kick, mas Gunther o quebrou com um mergulho. Gunther então deu um powerbomb em Sheamus até McIntyre e fez um powerbomb em McIntyre para reter o título.
Na luta seguinte, Bianca Belair defendeu o Raw Women's Championship contra Asuka. No final, Belair deu um powerbomb em Asuka do lado de fora e a rolou de volta no ringue para uma contagem de dois. Asuka deu uma joelhada no rosto e Belair acertou um ombro. Belair tentou um top-rope Kiss of Death, mas Asuka o bloqueou em um codebreaker. Asuka tentou o Asian Mist, mas errou, permitindo que Belair a levantasse para o Kiss of Death, mas Asuka rebateu no armlock. Belair então levantou Asuka ainda no porão e acertou o Kiss of Death para vencer.
Em seguida, The Miz e Snoop Dogg anunciaram a presença de 81.395 pessoas na Noite 2 e a presença combinada de ambas as noites de 161.892. Miz então começou a contar a Snoop Dogg sobre como ele não estava pronto para a partida com a McAfee na noite anterior. Isso trouxe o retorno de Shane McMahon, em sua primeira aparição desde o 2022 Royal Rumble, que veio para desafiar Miz. Snoop Dogg então oficializou a partida, mas McMahon iria legitimamente rasgar seu quadríceps, fazendo com que a partida fosse interrompida. Num momento improvisado, Snoop Dogg então entrou no ringue e desafiou Miz, socando-o duas vezes e realizando um People's Elbow para vencer a luta improvisada. Isso fez de The Miz a primeira pessoa a perder lutas nas duas noites da WrestleMania.
Na penúltima luta, Edge lutou contra "The Demon" Finn Bálor em uma luta Hell in a Cell. A Edge entregou o Edge-O-Matic para uma contagem de dois. Edge então executou um Michinoku Driver. Edge então jogou uma escada em Bálor. Bálor então acertou o Coup de Grâce para uma contagem de dois. Bálor então tentou outro Coup de Grâce, mas Edge saiu do caminho. Enquanto Edge tentava uma lança, Bálor se moveu e acertou a Slingblade. Bálor então deu tiros de cadeira para Edge e o deitou sobre uma mesa. Bálor então escalou a parede da gaiola e tentou um Coup de Grâce elevado, mas Edge saiu do caminho e Bálor caiu na mesa. Edge então acertou o Spear e entregou um con-chair-to para Bálor para vencer.

#### Evento principal
No evento principal da Noite 2, Roman Reigns (acompanhado por Paul Heyman e Solo Sikoa) defendeu o Undisputed WWE Universal Championship contra Cody Rhodes, marcando a primeira vez que um lutador defendeu um campeonato mundial em três WrestleManias consecutivas durante o mesmo reinado. Depois de alguns minutos avaliando um ao outro, Rhodes deu um dropkick em Reigns para uma contagem. Enquanto o árbitro estava distraído, Sikoa atacou Rhodes fora do ringue e Reigns o cobriu para uma quase queda. Fora do ringue, Rhodes deu um pano de fundo em Reigns por meio de uma mesa de anunciantes. De volta ao ringue, Rhodes seguiu com um Cody Cutter para uma quase queda. Sikoa então atacou Rhodes com o cinturão de peso de Rhodes, levando à sua expulsão do ringue. Rhodes então executou Cross Rhodes em Reigns para uma quase queda. Rhodes rebateu uma tentativa de Superman Punch em um Pedigree para uma quase queda. Quando Rhodes saltou da corda superior, Reigns o lançou para uma quase queda. Reigns aplicou o Guillotine Choke, mas Rhodes conseguiu escapar. Rhodes foi chutar Reigns, que se esquivou e Rhodes acidentalmente chutou o árbitro, incapacitando-o. Enquanto Rhodes tentava um DDT, The Usos (Jey Uso e Jimmy Uso) correram e atacaram Rhodes, apenas para Kevin Owens e Sami Zayn fazerem a defesa, com os dois times brigando na multidão. Com o árbitro de volta, Rhodes então cobriu Reigns para outra quase queda. Nos momentos finais, Rhodes executou um Bionic Elbow e seguiu com mais dois Cross Rhodes. Enquanto Rhodes se preparava para um terceiro Cross Rhodes, Heyman distraiu o árbitro, permitindo que Sikoa se esgueirasse e executasse o Samoan Spike em Rhodes. Reigns terminou a luta com outro Spear on Rhodes, retendo assim os títulos, e também marcando a sétima vez que um heel venceu o evento principal da WrestleMania, incluindo três consecutivas para Reigns.

## Recepção
O evento foi o evento de maior bilheteria da história da WWE, gerando um portão de $ 21,6 milhões. O evento também recebeu críticas geralmente positivas dos críticos, que elogiaram a luta Undisputed WWE Tag Team Championship, a luta pelo Título Intercontinental, a luta Hell in a Cell, a luta Men's WrestleMania Showcase, Logan Paul contra Seth "Freakin" Rollins e Rey Mysterio contra Dominik Mysterio. A luta pelo SmackDown Women's Championship também foi elogiada pela crítica, com Dave Meltzer chamando-a de "uma das melhores lutas femininas da história da WWE". No entanto, embora a luta do Undisputed WWE Universal Championship também tenha sido elogiada, seu final foi criticado por sua repetitividade.

## Após o evento
Desde janeiro de 2023, havia especulações de que a WWE havia sido colocada à venda. Horas antes do WrestleMania 39 Night 2 começar, CNBC informou através de várias fontes que um acordo entre a WWE e Endeavor, a empresa controladora do Ultimate Fighting Championship (UFC), foi iminente. O acordo envolveu uma fusão da WWE com o UFC em uma nova empresa de capital aberto, com a Endeavor detendo uma participação de 51%. A venda foi confirmada no dia seguinte, 3 de abril de 2023, com a fusão a ser finalizada até o segundo semestre do ano. A WrestleMania 39 posteriormente se tornou o evento final em que a WWE pertencia e era controlada pela família McMahon.

### Raw
Triple H abriu o episódio pós-WrestleMania de ''Raw'', afirmando que apesar das notícias sobre a WWE (referindo-se à compra da Endeavor), nada mudaria com o produto, após o que, ele apresentou o Undisputed WWE Universal Champion Roman Reigns, que estava acompanhado por Paul Heyman e Solo Sikoa. Cody Rhodes interrompeu e disse que Reigns só venceu por causa de Sikoa e então desafiou Reigns para uma revanche, mas Reigns recusou. Rhodes então desafiou Reigns e Sikoa para uma luta de duplas naquela noite, e Reigns aceitou. Heyman então impôs uma condição de que o parceiro de Rhodes fosse alguém que competisse na WrestleMania 39, mas também que essa pessoa não pudesse desafiar Reigns por seus títulos enquanto Reigns fosse o campeão. Brock Lesnar respondeu, com a última estipulação não se aplicando a ele, já que ele já estava proibido de desafiar Reigns devido à estipulação de sua partida SummerSlam 2022. No entanto, a partida nunca ocorreu devido a Lesnar agredir Rhodes violentamente antes que a partida pudesse começar.
Também no ''Raw'', Rey Mysterio falou sobre sua vitória sobre seu filho, Dominik, apenas para o campeão dos Estados Unidos, Austin Theory, interromper. Isso levou a uma luta sem título imediatamente depois, onde Theory foi vitorioso após interferência de Dominik. Após a luta, o companheiro de estábulo de Dominik no Judgment Day, Damian Priest, atacou Bad Bunny, que estava sentado ao lado do ringue, e deu um chokeslam nele através de uma mesa de anúncios.

## Resultados
Noite 1
| Nº                                          | Resultados | Estipulações                                                    | Tempo |
| ------------------------------------------- | --- | --------------------------------------------------------------- | ----- |
| 1                                           | Austin Theory (c) derrotou John Cena | Luta individual pelo Campeonato dos Estados Unidos da WWE       | 11:20 |
| 2                                           | The Street Profits (Angelo Dawkins e Montez Ford) derrotaram Braun Strowman e Ricochet, The Viking Raiders (Erik e Ivar), Alpha Academy (Chad Gable e Otis) | WrestleMania Showcase Masculina Luta de duplas de quatro homens | 8:30  |
| 3                                           | Seth "Freakin" Rollins derrotou Logan Paul (com KSI) | Luta individual                                                 | 16:15 |
| 4                                           | Trish Stratus, Lita e Becky Lynch derrotaram Damage CTRL (Bayley, Dakota Kai e Iyo Sky)                                                                     | Luta de duplas de seis mulheres                                 | 14:40 |
| 5                                           | Rey Mysterio derrotou Dominik Mysterio | Luta individual                                                 | 14:55 |
| 6                                           | Rhea Ripley derrotou Charlotte Flair (c) | Luta individual pelo Campeonato Feminino do SmackDown da WWE    | 23:35 |
| 7                                           | Pat McAfee derrotou The Miz | Luta individual                                                 | 3:40  |
| 8                                           | Kevin Owens e Sami Zayn derrotaram The Usos (Jey Uso e Jimmy Uso) (c)                                                                                       | Luta de duplas pelo Campeonato Indiscutível de Duplas da WWE    | 24:15 |
| (c) – Refere-se aos campeões antes da luta. | |                                                                 |       |

Noite 2
| Nº                                          | Resultados | Estipulações                                                     | Tempo |
| ------------------------------------------- | --- | ---------------------------------------------------------------- | ----- |
| 1                                           | Brock Lesnar derrotou Omos (com MVP)                                                                                     | Luta individual                                                  | 4:55  |
| 2                                           | Ronda Rousey e Shayna Baszler derrotaram Liv Morgan e Raquel Rodriguez, Natalya e Shotzi e Chelsea Green e Sonya Deville | WrestleMania Showcase Feminina Luta de duplas de quatro mulheres | 8:25  |
| 3                                           | Gunther (c) derrotou Drew McIntyre e Sheamus                                                                             | Luta Triple Threat pelo Campeonato Intercontinental da WWE       | 16:40 |
| 4                                           | Bianca Belair (c) derrotou Asuka                                                                                         | Luta individual pelo Campeonato Feminino do Raw da WWE           | 16:05 |
| 5                                           | Snoop Dogg derrotou The Miz                                                                                              | Luta individual                                                  | 2:20  |
| 6                                           | Edge derrotou "The Demon" Finn Bálor                                                                                     | Luta Hell in a Cell                                              | 18:10 |
| 7                                           | Roman Reigns (c) (com Paul Heyman e Solo Sikoa) derrotou Cody Rhodes                                                     | Luta individual pelo Campeonato Indiscutível Universal da WWE    | 34:35 |
| (c) – Refere-se aos campeões antes da luta. | |                                                                  |       |